# Westminster John Knox Press
Westminster John Knox Press est une maison d'édition américaine située à Louisville, Kentucky. Elle fait partie de la Presbyterian Publishing Corporation (PPC), qui dépend de l'Église presbytérienne (États-Unis).

## Histoire
Elle résulte d'une fusion entre la Westminster Press et la John Knox Press en 1988 . Westminster Press a été fondé en 1838 à Philadelphie . 

## Domaines littéraires
La ligne éditoriale de Westminster John Knox Press s'attache surtout à la théologie, aux études bibliques et à la prédication. 